# Hatton W. Sumners

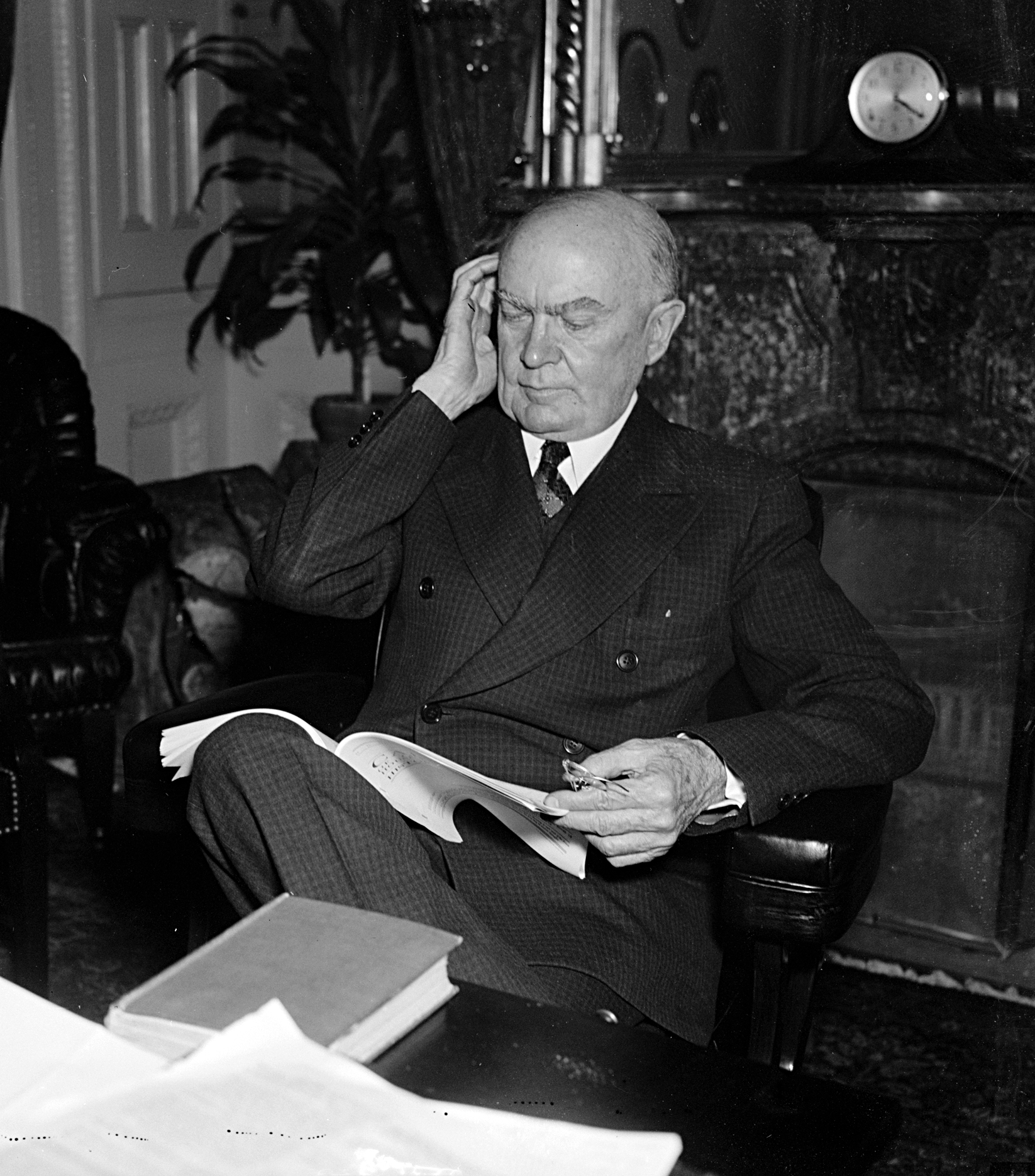
Hatton W. Sumners

Hatton William Sumners, född 30 maj 1875 i Lincoln County i Tennessee, död 19 april 1962 i Dallas i Texas, var en amerikansk demokratisk politiker. Han var ledamot av USA:s representanthus 1913–1947.
Sumners studerade juridik och inledde 1897 sin karriär som advokat i Dallas. Han tillträdde 1913 som kongressledamot och efterträddes 1947 av Joseph Franklin Wilson. Sumners avled 1962 och gravsattes på Knights of Pythias Cemetery i Garland.